# Platanthera exelliana
Platanthera exelliana är en orkidéart som beskrevs av Sóo. Platanthera exelliana ingår i släktet nattvioler, och familjen orkidéer. Inga underarter finns listade i Catalogue of Life.